# Island of Lost Souls (film din 1932)
Insula sufletelor pierdute   (titlu original: Island of Lost Souls  ) este un film SF american din 1932 regizat de Erle C. Kenton. În rolurile principale joacă actorii Charles Laughton, Bela Lugosi, Richard Arlen, Leila Hyams.

## Distribuție
- Charles Laughton - Dr. Moreau
- Richard Arlen - Edward Parker
- Leila Hyams - Ruth Thomas
- Bela Lugosi - Sayer Of The Law
- Kathleen Burke - Lota, the Panther Woman
- Arthur Hohl - Mr Montgomery
- Stanley Fields - Captain Davies
- Paul Hurst -Captain Donahue
- Hans Steinke - Ouran
- Tetsu Komai - M'ling, Moreau's loyal house servant
- George Irving - The Consul